# 新皮爾斯城堡

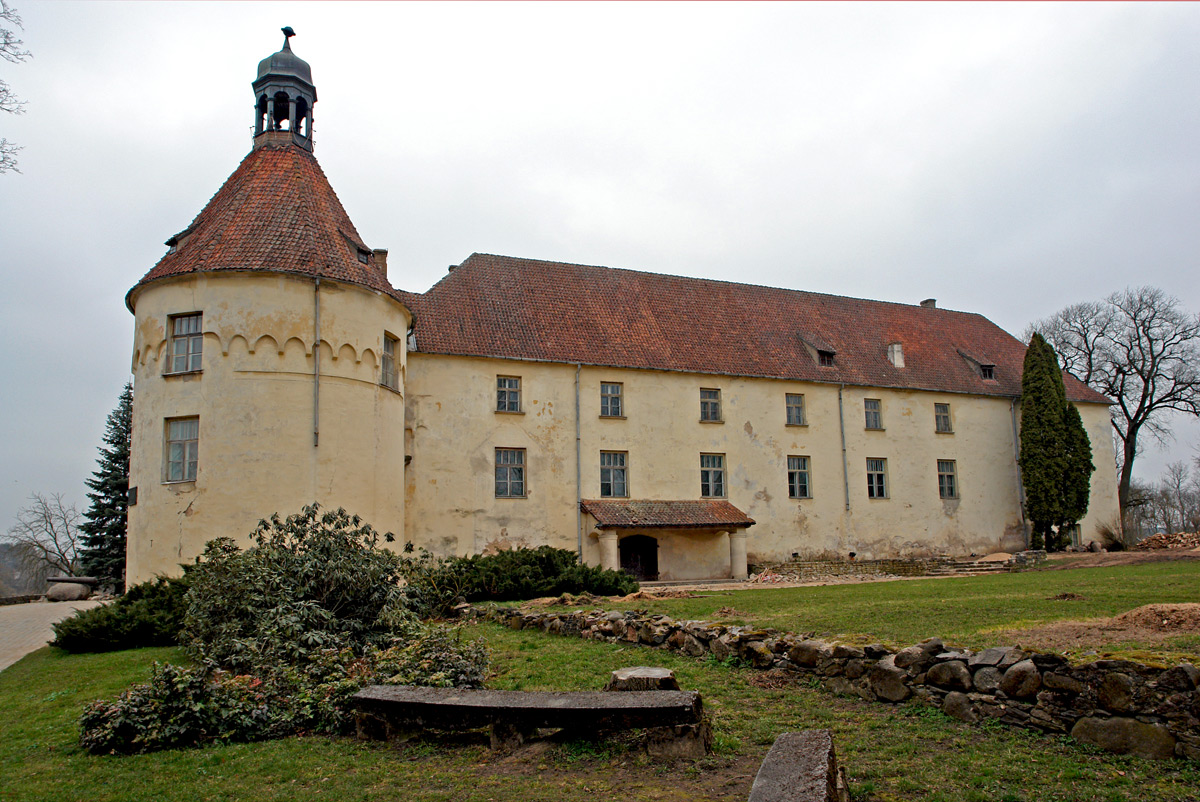
新皮爾斯城堡

新皮爾斯城堡是拉脫維亞的一座城堡，位於拉脫維亞西部的瑟米加利亞地區。現在這座城堡被作為酒店使用。新皮爾斯城堡首次被提到是在1411年。蘇聯佔領拉脫維亞期間，城堡進行了重建。2000年代，一些拉脫維亞設計師嘗試恢復城堡內部的裝飾，但仍有少數蘇聯時代的裝飾保留下來。

## 外部連結
- 新皮爾斯城堡
- 维基共享资源上的相關多媒體資源：新皮爾斯城堡